# Ginés de Lyon
Ginés (m. 679) fue un monje francés, prior de la abadía de Fontenelle en el país de Caux y es santo de la iglesia católica.
Nombrado limosnero de la reina Batilde indujo a ésta a reparar muchos monasterios y después fue promovido al obispado de Lyon en cuyo puesto desplegó grandes virtudes. Más tarde, se retiró a la abadía de Chelles donde murió.